# Cyrtinus farri
Cyrtinus farri är en skalbaggsart som beskrevs av Henry Fuller Howden 1960. Cyrtinus farri ingår i släktet Cyrtinus och familjen långhorningar. Inga underarter finns listade i Catalogue of Life.